# Lope de Rueda
Lope de Rueda, född omkring 1505<1510, död 1565, var en spansk skådespelare, teaterdirektör och dramaturg.
Lope de Rueda har populariserat det spanska dramat genom att flytta ut det från kyrkan och palatsen till för alla tillgängliga lokaler och genom att på naturlig och frisk prosa framställa scener ur vardagslivet. Förutom fem komedier och ett par herdespel författade de Rueda 7 originella patos, ett slags "saynetes" av vilka Las aceitunas är den främsta. Lope de Rueda arbetade även med förbättringar inom teatermekaniken.